# Dolní Lomnice (Doupovské Hradiště)
Dolní Lomnice (německy Unter Lomitz) je vesnice, část obce Doupovské Hradiště v okrese Karlovy Vary v Karlovarském kraji. Leží dva kilometry východně od Kyselky, u dolního toku potoka Lomnice, při bývalé silnici z Kyselky do Doupova. V roce 2011 v ní trvale žilo 73 obyvatel.

## Název
Jméno vesnice je odvozeno ze spojení lomná říčka, neboli hlučný či mezi lomy tekoucí potok anebo potok se zatáčkami. Název se v historických pramenech objevuje ve tvarech: Niderlomnicz (1466), Unterlomitz (okolo roku 1536), Vnterlamicz (1567), Vntterlamicz (1570), Unter Lamtz (1579), Unter-Lamnitz (1785, 1847) a Lomnice dolní nebo Unter-Lomitz (1854).

## Historie
Od třináctého století byla Dolní Lomnice, spolu s blízkou Horní Lomnicí, součástí šemnického újezdu, který tehdy patřil k oseckému klášteru. V polovině šedesátých let patnáctého století ji král Jiří z Poděbrad připojil k panství hradu Andělská Hora. Během pobělohorských konfiskací Andělskou Horu získal Heřman Černín z Chudenic, který Dolní Lomnici převedl k panství Kysibel. V osmnáctém století byla vesnice přifařena k farnosti ve Svatoboru.

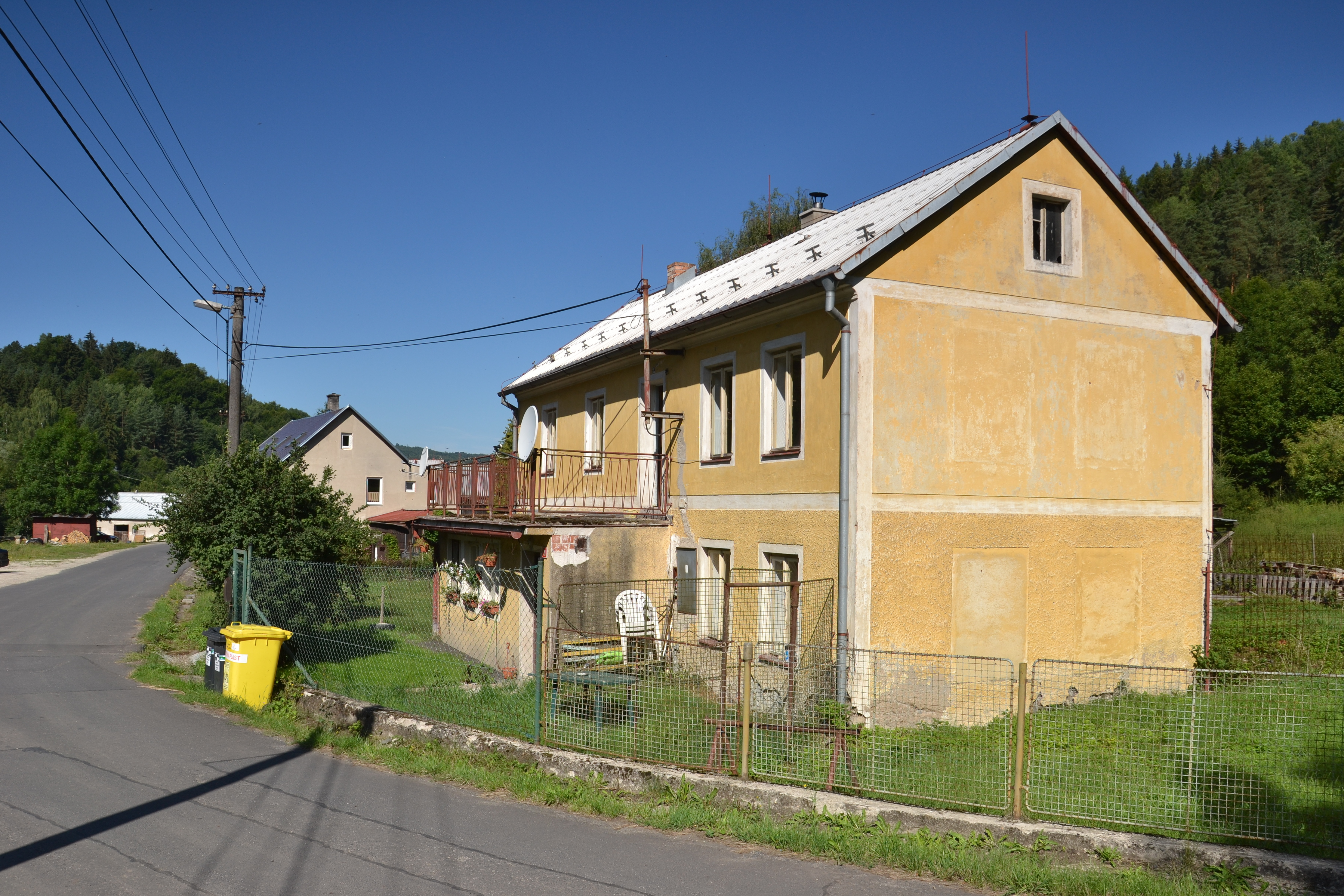
Dům na východním okraji vesnice

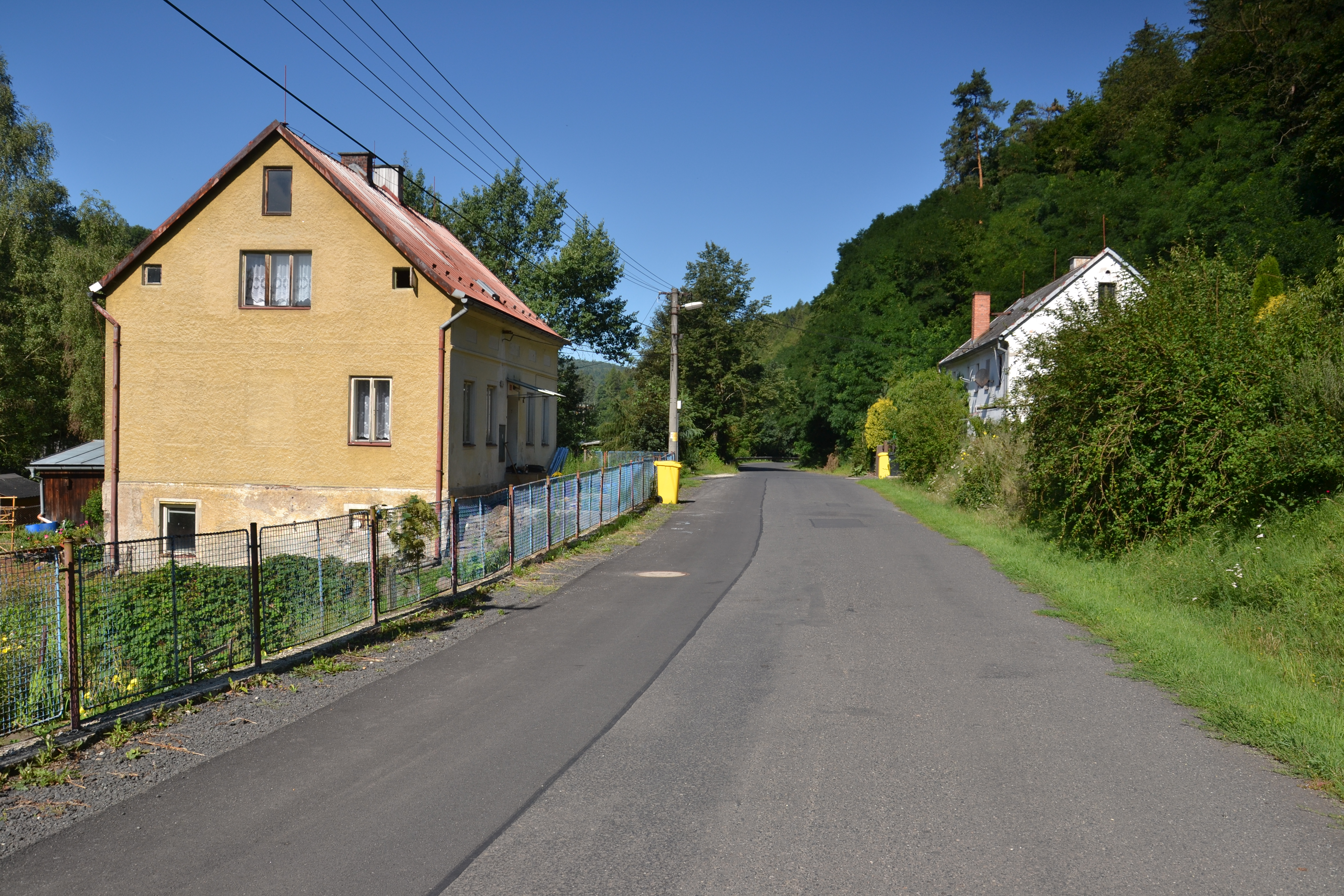
Domy na západním okraji vesnice

Po třicetileté válce ve vsi podle berní ruly z roku 1654 žili čtyři sedláci, tři chalupníci a tři poddaní bez pozemků. Hospodářům patřilo celkem třináct potahů a chovali třináct krav, devatenáct jalovic, dvě ovce a čtyři prasata. Na polích se pěstovalo žito a hlavními zdroji obživy byly chov dobytka a obchod s obilím.
V devatenáctém století ve vsi byla škola a mlýn s jedním kolem na nestálé vodě. U mlýna býval dřevěný kříž z roku 1752 a u silnice stávala barokní kaple. Většina staveb byla dřevěných nebo hrázděných. Pošta nebo železniční stanice bývaly v Kyselce.
Dolní Lomnice byla v roce 1953 začleněna do vojenského újezdu Hradiště, což vedlo k jejímu úpadku a demolici části zástavby. Na rozdíl od sousední Horní Lomnice však ves nezanikla úplně.

## Přírodní poměry
Dolní Lomnice stojí v katastrálním území Doupovské Hradiště v okrese Karlovy Vary, asi dva kilometry východně od Kyselky. Nacházela se v nadmořské výšce okolo 410 metrů v západní části Doupovských hor, konkrétně na rozhraní okrsků Jehličenská hornatina na severu a Hradišťská hornatina na jihu. Půdní pokryv v okolí zaniklé vsi tvoří kambizem eutrofní. Vesnicí protéká Lomnice.
V rámci Quittovy klasifikace podnebí se Dolní Lomnice nachází v mírně teplé oblasti MT7, pro kterou jsou typické průměrné teploty −2 až −3 °C v lednu a 16–17 °C v červenci. Roční úhrn srážek dosahuje 650–750 milimetrů, počet letních dnů je 30–40, mrazových dnů 110–130 a sníh v ní leží 60–80 dnů v roce.

## Obyvatelstvo
V roce 1895 měla Dolní Lomnice 347 obyvatel. Při sčítání lidu v roce 1921 ve vsi žilo 467 obyvatel (z toho 220 mužů), z nichž byl jeden Čechoslovák, 465 Němců a jeden cizinec. Kromě pěti evangelíků se hlásili k římskokatolické církvi. Podle sčítání lidu z roku 1930 měla vesnice 490 obyvatel: osm Čechoslováků, 480 Němců a dva cizince. Až na dva evangelíky byli římskými katolíky. V roce 1939 měla 420 obyvatel a stálo v ní 64 domů. Po odsunu Němců v Dolní Lomnici v roce 1947 žilo 79 obyvatel.
| Rok            | 1869 | 1880 | 1890 | 1900 | 1910 | 1921 | 1930 | 1950 | 1961 | 1970 | 1980 | 1991 | 2001 | 2011 | 2021 |
| -------------- | ---- | ---- | ---- | ---- | ---- | ---- | ---- | ---- | ---- | ---- | ---- | ---- | ---- | ---- | ---- |
| Počet obyvatel | 195  | 240  | 348  | 484  | 590  | 467  | 490  | 182  | 0    | 0    | 0    | 0    | 69   | 73   | 60   |
| Počet domů     | 34   | 45   | 50   | 56   | 68   | 69   | 70   | 58   | 0    | 0    | 0    | 0    | 20   | 20   | 22   |

## Obecní správa

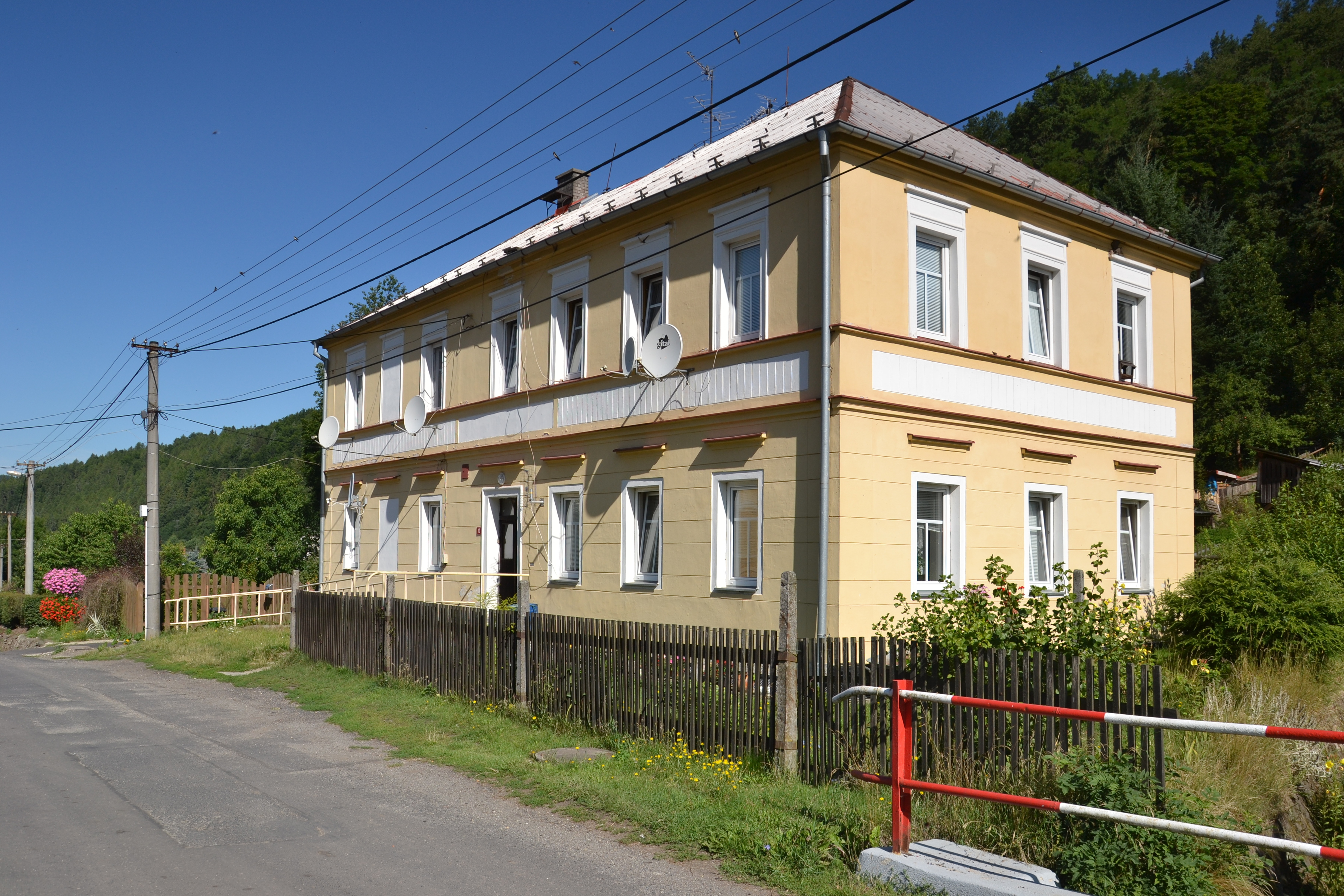
Budova bývalé školy

Po zrušení patrimoniální správy se Dolní Lomnice stala roku 1850 obcí v okrese Karlovy Vary. Při sčítáních lidu v letech 1869–1880 vesnice byla osadou Svatoboru, ale v pozdějších letech se znovu stala obcí.
Dne 1. ledna 2016 byla vesnice vyčleněna z vojenského újezdu vyčleněna a stala se spolu s Činovem, Lučinami a Svatoborem částí obce Doupovské Hradiště.